# Carlo De Cristoforis
Carlo De Cristoforis (Milano, 20 ottobre 1824 – San Fermo della Battaglia, 27 maggio 1859) è stato un patriota italiano, veterano delle cinque giornate, economista, autore di un celebre testo di teoria militare. Capitano dei Cacciatori delle Alpi, cadde nella battaglia di San Fermo, all'età di trentaquattro anni.

## Biografia

### Esordi
Nacque a Milano nel 1824 figlio di Giovanni Battista, illustre professore di lettere che aveva avuto tra i suoi allievi al liceo Carlo Cattaneo e Cesare Cantù e che era stato collaboratore del "Conciliatore".
Studente all'Università di Pavia, fu ammesso nel 1842 nel Collegio Ghislieri, e proprio nel Collegio grazie ad amicizie e letture "clandestine" sviluppò le sue idee politiche e patriottiche.

### La prima guerra di indipendenza
Combattente alle cinque giornate del 1848 con il Manara.
Compagno di Manara anche fra le montagne del Trentino nel 1848.

### Il ritorno degli austriaci
Dopo il 1848, nei difficili anni seguiti al rientro degli austriaci a Milano, si rifugiò negli studi di economia e sociologia. Economista, allievo esterno della Scuola Imperiale d'Applicazione di Stato Maggiore di Parigi, era ritenuto una delle più feconde menti lombarde del tempo. Fautore della teoria del "credito gratuito" di Pierre-Joseph Proudhon, pubblicò, in vita, "Il credito bancario e i contadini (1851)".
Non tralasciò nemmeno l'azione politica, legandosi al cosiddetto “Comitato dell'Olona", guidato da G. B. Carta (quello che aveva stampato il manifesto per cui venne fucilato Amatore Sciesa). Nel 1853, compromessosi nella fallita insurrezione tentata il 6 febbraio 1853 a Milano, partì esule in Francia, Piemonte e Inghilterra.

### L'esilio
I fatti contribuirono ad allontanarlo definitivamente da Mazzini: nel 1856 si arruolò con il grado di Sottotenente nella Legione Italiana organizzata dall'Inghilterra in Piemonte ed a Malta per la guerra di Crimea. Nel 1857 si parlò di lui come un possibile partecipante ad una spedizione nel Regno di Napoli cui parteciperebbero ex-mazziniani, quali Giuseppe Sirtori. Quindi passò a Londra nel 1858 quale professore supplente di fortificazioni e topografia nel Collegio Militare di Sumbury e poi professore titolare della stessa disciplina in un altro collegio militare dello Stato Maggiore.
Fra il 1849 e l'agosto 1857 stendeva il libro “Che cosa sia la guerra” (pubblicato solo nel 1860), per preparare i giovani còlti all'alto compito d'inquadrare negli eserciti regolari italiani le nuove forze. Egli si mostrava più che mai scettico circa ogni utilizzazione delle forze popolari che non fosse attraverso l'esercito regolare, anzi l'esercito di qualità, sul modello francese, ossia un esercito con soldati a lunga ferma e divenuti alla fine simili a soldati di mestiere e privo di volontari.

### La seconda guerra di indipendenza
Nel 1859 si recò in Italia per combattere, ma il generale piemontese La Marmora lo credeva (come tutti gli ex-insorti lombardi) un sovversivo e non lo ammise nell'esercito regolare. Non riuscì pertanto ad ottenere un posto nello stato maggiore di Garibaldi né in quello dei Cacciatori degli Appennini di cui curava l'organizzazione il generale Ulloa.
Si arruolò allora come semplice capitano comandante di compagnia nei Cacciatori delle Alpi. Cadde eroicamente nella battaglia di San Fermo il 27 maggio 1859, a soli trentaquattro anni, mentre alla testa dei suoi uomini guidava un assalto alla baionetta verso una ben difesa postazione austriaca. Morì tra le braccia del fratello Malachia, che non vedeva dal 1853, quando a seguito dei moti di Milano del 1853, fu costretto a fuggire all'estero.

## Opere
- Il Credito bancario e i contadini-Studi di Carlo Decristoforis-Milano, Dottor Francesco Vallardi, Tipografo-Editore, 1851.
- Che cosa sia la guerra, pubblicato postumo nel 1860.
- Memoria sulla condizione dei contadini in Lombardia, in relazione ai contratti rurali, ed alle istituzioni di credito agrario (manoscritto presentato al concorso bandito dalla Società d'incoraggiamento di Scienze, Lettere ed Arti di Milano nel 1851 e andato perduto).